# Renée Simonot
Renée-Jeanne Deneuve (El Havre, 10 de septiembre de 1911-París, 11 de julio de 2021), conocida artísticamente como Renée Simonot o Renée Dorléac, fue una actriz francesa, que trabajó principalmente en teatro y en doblaje.
Estuvo casada con el actor Maurice Dorléac (1901-1979), y fue madre de las actrices Françoise Dorléac (1942-1967) y Catherine Deneuve (1943), y abuela de los actores Chiara Mastroianni y Christian Vadim.

## Carrera y vida personal
Nacida en Le Havre, Francia, debutó en el Teatro de Odeón en 1918 en la edad de 7 años. Principalmente como una actriz de etapa, quedó allí para los 28 años, aguantando el puesto de "dama principal". Su hija Catherine escogió utilizar su apellido de soltera, Deneuve. Simonot es el apellido de Renée, el cual tomó de un cantante de ópera y amigo familiar. Renée Simonot fue una de las primeras actrices francesas que empezaron el doblaje de películas estadounidenses en Francia desde el principio del talkies en 1929 y a lo largo de la década de 1930. Fue la voz de Olivia de Havilland (en la mayoría de sus películas), Sylvia Sidney, Judy Garland y Esther Williams, entre otras.
Tuvo a su primera hija, Danielle, fuera del matrimonio el 15 de diciembre de 1936 con el actor Aimé Clariond. Conoció a Maurice Dorléac y se casaron en 1940. La pareja tuvo tres hijas: Françoise (1942-1967), Catherine (nacida el 22 de octubre de 1943) y Sylvie (nacida el 14 de diciembre de 1946). Simonot es viuda desde 1979 y vivió en París. Se hubiera convertido en supercentenaria, si vivía hasta el 10 de setiembre de 2021.
Falleció el 11 de julio de 2021 a los 109 años.

## Trabajos (selección)
- 1921: Les Misérables (Cosette) por Paul Meurice y Charles Hugo basada en la novela por Victor Hugo, Teatro de Odeón
- 1922: Molière por Henry Dupuy-Mazuel y Jean-José Frappa, dirigido por Firmin Gémier, Teatro de Odeón
- 1928: La Belle Aventure por Gaston Arman de Caillavet, Robert de Flers y Étienne Rey, Teatro de Odeón
- 1932: Le Favori por Marcial Piéchaud, Teatro de Odeón
- 1934: Jeanne d'Arc por Saint-Georges de Bouhélier, Teatro de Odeón